# Sonia Sotomayor
Sonia Sotomayor (Nueva York, Estados Unidos, 25 de junio de 1954) es una juez, magistrada abogada, jurista, profesora y política de origen puertorriqueño quien actualmente ejerce el cargo de  jueza asociada en la Corte Suprema de los Estados Unidos. Fue nominada por el entonces presidente de los Estados Unidos Barack Obama para reemplazar al juez David Souter, el 26 de mayo de 2009.
Sotomayor nació en El Bronx, Nueva York, de padres nacidos en Puerto Rico. Huérfana de padre a los nueve años, Sotomayor se graduó de la Universidad de Princeton en 1976 y recibió su Doctorado de la Facultad de Derecho de la Universidad de Yale. Trabajó como asistente del fiscal de distrito en Nueva York durante cuatro años y medio antes de ingresar a la práctica privada en 1984. 
Sotomayor fue nominada al Tribunal Federal del Distrito sur de Nueva York por el presidente George H. W. Bush en 1991; siendo confirmada en 1992. En 1997, fue nominada por el presidente Bill Clinton a la Corte de Apelaciones del Segundo Circuito de los Estados Unidos. Su nominación fue retrasada por la mayoría republicana en el Senado de los Estados Unidos, pero finalmente fue confirmada en 1998. En el Segundo Circuito, Sotomayor escuchó en más de 3000 casos y escribió alrededor de 380 opiniones. Sotomayor ha enseñado en las Facultades de Derecho de la Universidad de Nueva York y Columbia.
En mayo de 2009, el presidente Barack Obama nominó a Sotomayor a la Corte Suprema luego del retiro del Juez David Souter. Su nominación fue confirmada por el Senado en agosto de 2009 con una votación 68-31. Mientras estuvo en la Corte, Sotomayor ha apoyado al bloque liberal de los jueces cuando se dividen según líneas ideológicas. Durante su mandato en la Corte Suprema, Sotomayor ha sido identificada con una preocupación por los derechos de los acusados, llama a reformar el sistema de justicia penal y disiente apasionadamente sobre cuestiones de raza y género.
Sotomayor usó a empleados de la Corte Suprema para promocionar sus libros, generándole más de $3.7 millones en ingresos.

## Contexto
Sotomayor es hija de padres portorriqueños. Nació en el Bronx, en Nueva York, en la parte sur del condado, a escasa distancia del Yankee Stadium. Su padre falleció cuando ella tenía nueve años. Su madre, Celina Sotomayor, la crio junto a su hermano menor, Juan Sotomayor. Se casó en 1976 y se divorció en 1983.

## Educación
Sotomayor cursó el high school en Cardinal Spellman High School, una escuela católica del Bronx. Obtuvo su título de grado en la Universidad de Princeton en 1976, con honores Summa Cum Laude. Posteriormente obtuvo el título juris doctor en la escuela de derecho de la Universidad de Yale. Sotomayor ha dicho que fue inspirada primero por los libros de detectives de Nancy Drew, pero después de que fue diagnosticada con diabetes, los médicos le sugirieron una carrera diferente a la de detective. Segundo, asegura que fue inspirada a encaminarse a la carrera de leyes viendo la serie de televisión de Perry Mason. Sotomayor dijo: "Iba a la Universidad con la finalidad de ser abogada; sabía eso cuando tenía 10 años. Eso no es broma”. Su madre Celina Sotomayor ponía gran énfasis en el valor de la educación; les compró a sus hijos la Enciclopedia Británica, algo excepcional en su barrio. Sotomayor rinde homenaje a su madre considerándola la “inspiración de su vida”.

## Carrera jurídica
Sotomayor fue asistente del fiscal del distrito, persiguiendo casos de robos, homicidios, brutalidad policial y pornografía infantil. Hacia 1984 se hizo socia de la firma de abogados Pavia & Harcourt donde se especializó en asuntos de propiedad intelectual.

## Servicio como juez federal
El 27 de noviembre de 1991 fue nominada por el presidente George H. W. Bush para el cargo en la corte del distrito sur de Nueva York, convirtiéndose en la juez más joven de ese distrito y la primera juez federal hispana en todo el estado de Nueva York.

## Nombramiento en la Corte Suprema de Justicia de los Estados Unidos
El 26 de mayo del 2009 el presidente Barack Obama le nominó para el cargo de juez asociada de la Corte Suprema. El 6 de agosto de 2009 el nombramiento de Sotomayor fue sometido a votación en el pleno del Senado y confirmado por 68 votos a favor y 31 en contra. Todos los demócratas y dos independientes votaron a favor de la confirmación, con excepción del senador Edward Kennedy, que no pudo votar. 31 republicanos se opusieron a la designación, y nueve la apoyaron.

## Obra literaria
Sotomayor ha escrito un libro con sus memorias, a modo de testimonio de su vida social y profesional. Recibió un adelanto de 1,2 millones de dólares por ello. La misma fue publicada simultáneamente en inglés y español en 2013. La versión en inglés es parte de la selección del New York Times "Best of 2013".